# Kuszenie św. Antoniego (obraz Pietera Bruegla starszego)
Kuszenie św. Antoniego (niderl. De verzoeking van de H. Antonius) – obraz olejny na desce anonimowego niderlandzkiego malarza z kręgu Pietera Bruegla.

## Opis
Obraz namalowany został prawdopodobnie przez jednego z artystów z kręgu Bruegla. Elementami namalowanymi przez mistrza jest prawdopodobnie krajobraz. Dzieło przedstawia dwa motywy związane z życiem św. Antoniego. Po raz pierwszy święty widoczny jest na pierwszym planie, w chacie gdzie opiera się pokusom diabła. Motyw ten został skopiowany z grafiki Bruegla. Po raz drugi Antoni został ukazany z lewej strony dzieła, gdzie jest torturowany. Wokół latają fantastyczne stwory i demony, swoim wyglądem przypominające stwory z dzieł Hieronima Boscha.